# 小行星10121
小行星10121（10121 Arzamas）是一颗绕太阳运转的小行星，为主小行星带小行星。该小行星于1993年1月19日发现。

## 轨道参数
小行星10121的轨道半长轴为478 561 933 km，3.1989434 UA，离心率为0.159。